# Mueang Mae Hong Son (huyện)
Mueang Mae Hong Son (tiếng Thái: เมืองแม่ฮ่องสอน) là huyện thủ phủ (Amphoe Mueang) của tỉnh Mae Hong Son, phía bắc Thái Lan.

## Lịch sử
Bộ trưởng nội vụ Thái Lan đã nâng cấp Mueang Mae Hong Son thành thành phố cấp 4 thuộc Monthon Phayap vào ngày 10 tháng 5 năm 1900. Đơn vị này có 4 huyện, Muai To (nay là huyện Mueang Mae Hong Son), Mueang Yuam (nay là huyện Mae Sariang), Pai và Khun Yuam.

## Địa lý
Các huyện giáp ranh (từ phía nam theo chiều kim đồng hồ) là: Khun Yuam của tỉnh Mae Hong Son, bang Kayah của Myanmar, Pangmapha, Pai của tỉnh Mae Hong Son và Mae Chaem của tỉnh Chiang Mai.
Văn phòng Vườn quốc gia Namtok Mae Surin nằm ở Huyện.

## Hành chính
Huyện này được chia thành 7 phó huyện (tambon), các đơn vị này lại được chia ra thành 75 làng (muban). Mae Hong Son là một thị xã (thesaban mueang) nằm trên toàn bộ tambon Chong Kham. Mỗi một tambon do một tổ chức hành chính tambon quản lý.
| STT | Tên          | Tên tiếng Thái | Số làng | Dân số |  |
| --- | ------------ | -------------- | ------- | ------ |  |
| 1.  | Chong Kham   | จองคำ          | 2       | 6.023  |  |
| 2.  | Huai Pong    | ห้วยโป่ง         | 15      | 7.133  |  |
| 3.  | Pha Bong     | ผาบ่อง          | 13      | 9.739  |  |
| 4.  | Pang Mu      | ปางหมู          | 14      | 15.234 |  |
| 5.  | Mok Champae  | หมอกจำแป่       | 11      | 7.154  |  |
| 6.  | Huai Pha     | ห้วยผา          | 9       | 6.211  |  |
| 9.  | Huai Pu Ling | ห้วยปูลิง         | 11      | 3.526  |  |

Các con số mất là tambon nay tạo thành huyện Pang Mapha.